# Лучинув (Козеницький повіт)
Лучинув (пол. Łuczynów) — село в Польщі, у гміні Козениці Козеницького повіту Мазовецького воєводства.
Населення — 769 осіб (2011).
У 1975—1998 роках село належало до Радомського воєводства.

## Демографія
Демографічна структура станом на 31 березня 2011 року:
|          | Загалом | Допрацездатний вік | Працездатний вік | Постпрацездатний вік |
| -------- | ------- | ------------------ | ---------------- | -------------------- |
| Чоловіки | 391     | 104                | 272              | 15                   |
| Жінки    | 378     | 93                 | 248              | 37                   |
| Разом    | 769     | 197                | 520              | 52                   |